# Danmarksmesterskabet i skak
Danmarksmesterskabet i skak er en skakturnering, der arrangeres af Dansk Skak Union. Den har været afholdt siden 1910, og i 1915 blev der introduceret en mesterserie. Først i 1922 blev mesterskabet for hele landet introduceret, da det var det første år, hvor spillere fra København medvirkede.

## Historie
Der er tradition for, at turneringen afholdes hvert år i påsken, hvorfor den har fået navnet Påsketurneringen.
Danmarksmesterskabet i skak for damer blev afholdt første gang i 1935. For damer har Ingrid Larsen været den kvinde, som har vundet DM for damer 17 gange og dermed indtager placeringen som den mest vindende kvinde af DM for damer. Siden 1994 har der dog ikke været afholdt DM for damer.
For mændenes vedkommende har Erik Andersen være den skakspiller, som har vundet flest gange med 12 DM-titler.

## Vindere
1910-1921
| År   | By         | Vinder                        |
| ---- | ---------- | ----------------------------- |
| 1910 | Randers    | Johannes Kruse                |
| 1911 | Odense     | Gyde Jørgensen                |
| 1912 | Lemvig     | M. Weye                       |
| 1913 | Slagelse   | Aage Kier                     |
| 1914 | Aarhus     | Axel Salskov                  |
| 1915 | Horsens    | Johannes Giersing             |
| 1916 | Copenhagen | J. Juhl                       |
| 1917 | Grenaa     | Egil Jacobsen                 |
| 1918 | Nykøbing   | Liss Olof Karlsson            |
| 1919 | Middelfart | Frederik Immanuel Weilbach    |
| 1920 | Aalborg    | Johannes Petersen Hans Denver |
| 1921 | Roskilde   | F. Thomsen                    |
Fra 1922

## Flest sejre
Mænd
- 12 sejre
  - Erik Andersen (1923, 1925 – 1927, 1929 – 1936)

- 7 sejre
  - Sune Berg Hansen (2002, 2005-2007, 2009, 2012, 2015)

- 6 sejre
  - Bent Larsen (1954-1956, 1959, 1963, 1964)
  - Curt Hansen (1983-1985, 1994, 1998, 2000)

- 5 sejre
  - Jens Enevoldsen (1940, 1943, 1947, 1948, 1960)
  - Peter Heine Nielsen (1996, 1999, 2001, 2003, 2008)
  - Allan Stig Rasmussen (2010, 2011, 2014 2019, 2021)

- 4 sejre
  - Poul Hage (1937, 1938, 1949, 1950)
  - Bjørn Nielsen (1941, 1942, 1944, 1946)
  - Børge Andersen (1958, 1967, 1968, 1973)
  - Erling Mortensen (1981, 1987, 1989, 1991)

- 3 sejre
  - Eigil Pedersen (1951, 1953, 1961)
  - Bjørn Brinck-Claussen (1966, 1970, 1977)
  - Ole Jakobsen (1969, 1971, 1980)
  - Carsten Høi (1978, 1986, 1992)
  - Jens Kristiansen (1979, 1982, 1995)
  - Mads Andersen (2016, 2017, 2020)

- 2 sejre
  - Christian Poulsen (1945, 1952)
  - Lars Bo Hansen (1993, 1997)
  - Boris Chatalbashev (2023, 2024)

- 1 sejr
  - Egil Jacobsen (1922)
  - Aage Kier (1924)
  - Jacob Erhardt Vilhelm Gemzøe (1928)
  - Holger Norman-Hansen (1939)
  - Palle Ravn (1957)
  - Bent Kølvig (1962)
  - Sejer Holm Petersen (1965)
  - Svend Hamann (1972)
  - Ulrik Rath (1974)
  - Gert Iskov (1975)
  - Bo Jacobsen (1976)
  - Lars Schandorff (1988)
  - Erik Pedersen (1990)
  - Steffen Pedersen (2004)
  - Bjørn Møller Ochsner (2018)
  - Martin Haubro (2022)

## Korrespondance skak Champions
60. Bent Christensen (1985-1987) 

61. Vagn Jensen (1986-1988) 

62. Vagn Jensen (1987-1989) 

63. Viggo Bové Quist (1988-1990) 

64. Niels Jørgen Fries Nielsen (1989-1991) 

65. Sven Jardof (1990-1992) 

66. Henrik Holmsgaard (1991-1993) 

67. Niels Jørgen Fries Nielsen (1992-1994) 

68. Jens Ove Fries Nielsen (1993-1995) 

69. Arne Bjørn Jørgensen (1994-1996) 

70. Arne Bjørn Jørgensen (1995-1997) 

71. Hans Tanggaard (1996-1998) 

72. Bjørn Laursen (1997-1999) 

73. Finn Kristensen (1998-2000) 

74. Eskild Jørgensen (1999-2001) 

75. Svend Erik Kramer (2000-2002) 

76. Svend Erik Kramer (2001-2003) 

77. Kaj Vermehren (2002-2004) 

78. Torner Teimer (2003-2005) 

79. Torner Teimer (2004-2006)  

80. Tonny Christiansen (2005-2007)  

81. Søren Rud Ottesen (2006-2008)  

82. Søren Rud Ottesen (2007-2009)  

83. Søren Rud Ottesen (2008-2010)  

84. Claus Jensen (2009-2011)  

85. Ejvind Jensen (2010-2012)  

86. Svend Nørrelykke (2011-2012)  

87. Søren Rud Ottesen (2012-2014)  

88. Søren Rud Ottesen (2013-2015)  

89. Svend Nørrelykke (2014-2016)  

90. Brian Jørgen Jørgensen (2015-2016)  

91. Maxim Konstantinov (2016-2017)  

92. Lars Hyldkrog (2018-2019)  

93. Morten Høller Hansen, Tommy Jensen (2019-2020)  

94. Maxim Konstantinov (2020)  

95. Maxim Konstantinov (2021)  

96. Michael Sørensen (2022)  

97. Ali Araghi (2023)  

98. Frank Vang, Ali Araghi (2024) 